# Richard Paltauf
Richard Paltauf (ur. 9 lutego 1858 w Judenburgu, zm. 21 kwietnia 1924 w Wiedniu) – austriacki patolog i bakteriolog. 

## Życiorys
Studiował na Uniwersytecie w Grazu, w 1880 roku został doktorem medycyny. Od 1881 do 1893 był asystentem Hansa Kundrata (1845-1893) na katedrze anatomii patologicznej w Grazu i Wiedniu. Uzyskał habilitację z anatomii patologicznej w Wiedniu w 1888, a w 1892 został profesorem nadzwyczajnym patologii ogólnej i histologii patologicznej. W 1898 został profesorem zwyczajnym.

## Wybrane prace
- Lymphosarkom, Lymphosarkomatose, Pseudoleukamie, Myelom, Chlorom (1897)
- Richard Paltauf1 und G. Scherber. Ein Fall von Mycosis fungoides mit Erkrankung von Nerven und mit Lokalisation in den inneren Organe. Virchows Archiv (1916)